# 3615 code Père Noël

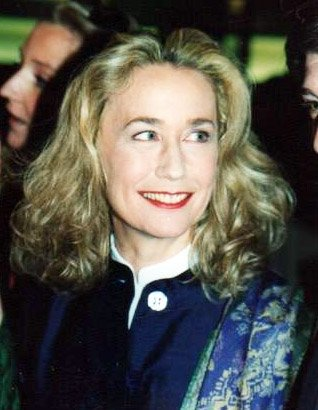
Brigitte Fossey spelar den ensamstående modern Julie de Frémont i filmen.

3615 code Père Noël (ungefär: 3615 riktnummer Jultomten) är en fransk spänningsfilm från 1989 i regi av René Manzor. Filmen hade världspremiär vid filmfestivalen i Laon 1989. Den hade reguljär Frankrikepremiär den 17 januari 1990.

## Handling
En nioårig pojke, Thomas de Frémont, lämnas i sitt hus på julafton tillsammans med sin morfar, och tvingas använda improviserade vapen för att bekämpa en psykopat utklädd till jultomten som bryter sig in i huset.

## Likheter medEnsam hemma
Filmens premiss är snarlik den i John Hughes amerikanska komedi/julfilm Ensam hemma, som gick upp på biograferna i USA i november 1990, 10 månader efter det att 3615 code Père Noël gått upp på biograferna i Frankrike. Manzor ansåg att den senare filmen var ett plagiat av hans egen och hotade att stämma det amerikanska produktionsbolaget, som dock förnekade att det fanns några likheter mellan filmerna. Hughes hävdade att han hade fått idén till sin film i augusti 1989 och att han aldrig hade sett Manzors film. På den engelskspråkiga marknaden är 3615 code Père Noël känd under flera olika titlar: Dial Code Santa Claus, Game Over, Deadly Games och Hide and Freak.

## Medverkande
- Alain Lalanne (Musy) som Thomas de Frémont
- Louis Ducreux som morfadern
- Patrick Floersheim som jultomten
- Brigitte Fossey som Julie de Frémont
- François-Eric Gendron som Roland